# Licaria herrerae
Licaria herrerae är en lagerväxtart som först beskrevs av Van der Werff, och fick sitt nu gällande namn av André Joseph Guillaume Henri Kostermans. Licaria herrerae ingår i släktet Licaria och familjen lagerväxter. Inga underarter finns listade i Catalogue of Life.